# Kevin Larmee
Kevin J. Larmee (ur. 15 czerwca 1946 w New Jersey) – amerykański malarz współczesny.

## Życiorys i kariera
Uczęszczał do San Francisco Art Institute.
Maluje głównie obrazy olejne. Reprezentuje styl neoekspresjonistyczny. Tworzy również street art. W latach 80. był związany z kręgiem artystów skupionych wokół dzielnicy East Village na nowojorskim Manhattanie. Następnie zamieszkał w Chicago.
Udzielał wywiadów dla kilkudziesięciu czasopism, w tym takich jak New York Daily News (1985), The New York Times (1986), Newsday (1986), La Stampa (1986), Elle i Chicago Tribune (1997). Wydał dwa katalogi swoich obrazów: Public and Private, American Prints Today (1985) i Eight Urban Painters (1986). W 1986 r. otrzymał Nagrodę Fundacji Pollocka-Krasnera, zaś w 1991 roku otrzymał grant od Wydziału Kultury miasta Chicago. Jego obrazy znajdują się w kolekcjach: Chemical Bank, Toledo Museum of Art, Grand Rapids Art Museum, Brooklyn Museum of Art, Muzeum Uniwersytetu w Kentucky, Indianapolis Museum of Art i The Paterson Museum.
Stworzył scenografię do dwóch sztuk: At the Sound of the Beep wystawianej w Colonade Theater w Nowym Jorku i Champagne w La MaMa Experimental Theatre Club tamże.
Jego syn Blaise Larmee (ur. 1985) jest grafikiem, twórcą powieści graficznych.

## Wystawy

### Wystawy indywidualne
- 1984 – Avenue B Gallery w Nowym Jorku
- 1985 – Avenue B Gallery w Nowym Jorku
- 1987 – Avenue B Gallery w Nowym Jorku
- 1987 – Signet Arts w Saint Louis
- 1987 – Natalie Bush Gallery w San Diego
- 1997 – Eastwick Gallery w Chicago[5]

### Wystawy grupowe
- 1984 – White Columns w Nowym Jorku
- 1984 – Fashion Moda w Nowym Jorku
- 1984 – Gorilla Show II w Avenue B Gallery w Nowym Jorku
- 1984 – Gorilla Show I w Avenue B Gallery w Nowym Jorku
- 1984 – Micro Show w Now Gallery w Nowym Jorku
- 1984 – Affiliated Artists Group Show w Avenue B Gallery w Nowym Jorku
- 1984 – Group Show w ABC No Rio w Nowym Jorku
- 1985 – New York, New Art w Vorpal Gallery w San Francisco
- 1985 – Micro Wave w Now Gallery w Nowym Jorku
- 1985 – Contemporary Visions '85 w Zolla/Lieberman Gallery w Chicago
- 1985 – Forshpeiz w Avenue B Gallery w Nowym Jorku
- 1985 – Micro Max w Now Gallery w Nowym Jorku
- 1986 – East Village '86, Avenue B Gallery w Nowym Jorku
- 1986 – East Village w Fashion Institute of Technology w Nowym Jorku
- 1986 – Gianetta Gallery w Filadelfii
- 1986 – Ruthven Gallery w Lancaster
- 1986 – Avenue B Gallery w Nowym Jorku
- 1986 – Eight Urban Painters w Fine Arts Center, SUNY w Stony Brook
- 1986 – Landscape Invitational w Catherine Smith Gallery w Appalachian State University w Boone
- 1986/87 – Public and Private, American Prints Today, wystawa objazdowa w The Brooklyn Museum w Nowym Jorku, Flint Institute of Arts w Michigan, Rhode Island Institute of Design w Providence, Muzeum Sztuki Carnegie Institute w Pittsburghu i Walker Art Center w Minneapolis
- 1987 – Village Voices w Elliot Smith Gallery w Saint Louis
- 1988 – Grace Harkin Gallery w Nowym Jorku
- 1988 – Grace Harkin Gallery w Nowym Jorku
- 1989 – Grace Harkin Gallery w Nowym Jorku
- 1989 – Art on the Run w Grace Harkin Gallery w Nowym Jorku
- 1989 – Critic’s Choice w Grace Harkin Gallery w Nowym Jorku
- 1989 – Art on the Run w Grace Harkin Gallery w Nowym Jorku
- 1990 – The Eccentric Landscape w Esther Saks Gallery w Chicago
- 1996 – Eastwick Gallery w Chicago
- 1997 – Eastwick Gallery w Chicago
- 1997 – Eastwick Gallery w Chicago
- 1998 – Eastwick Gallery w Chicago
- 1999 – Eastwick Gallery w Chicago
- 2000 – Eastwick Gallery w Chicago
- 2002 – Thomas Masters Gallery w Chicago[5]

## Galeria

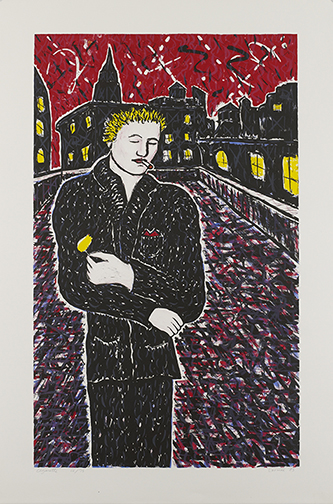
Cigarette (1985), Brooklyn Museum of Art
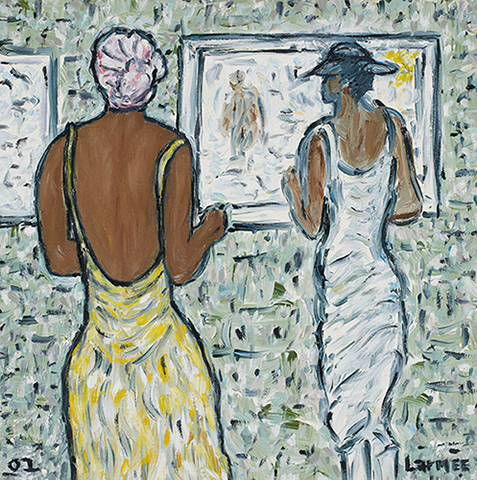
Two Ladies (2002)
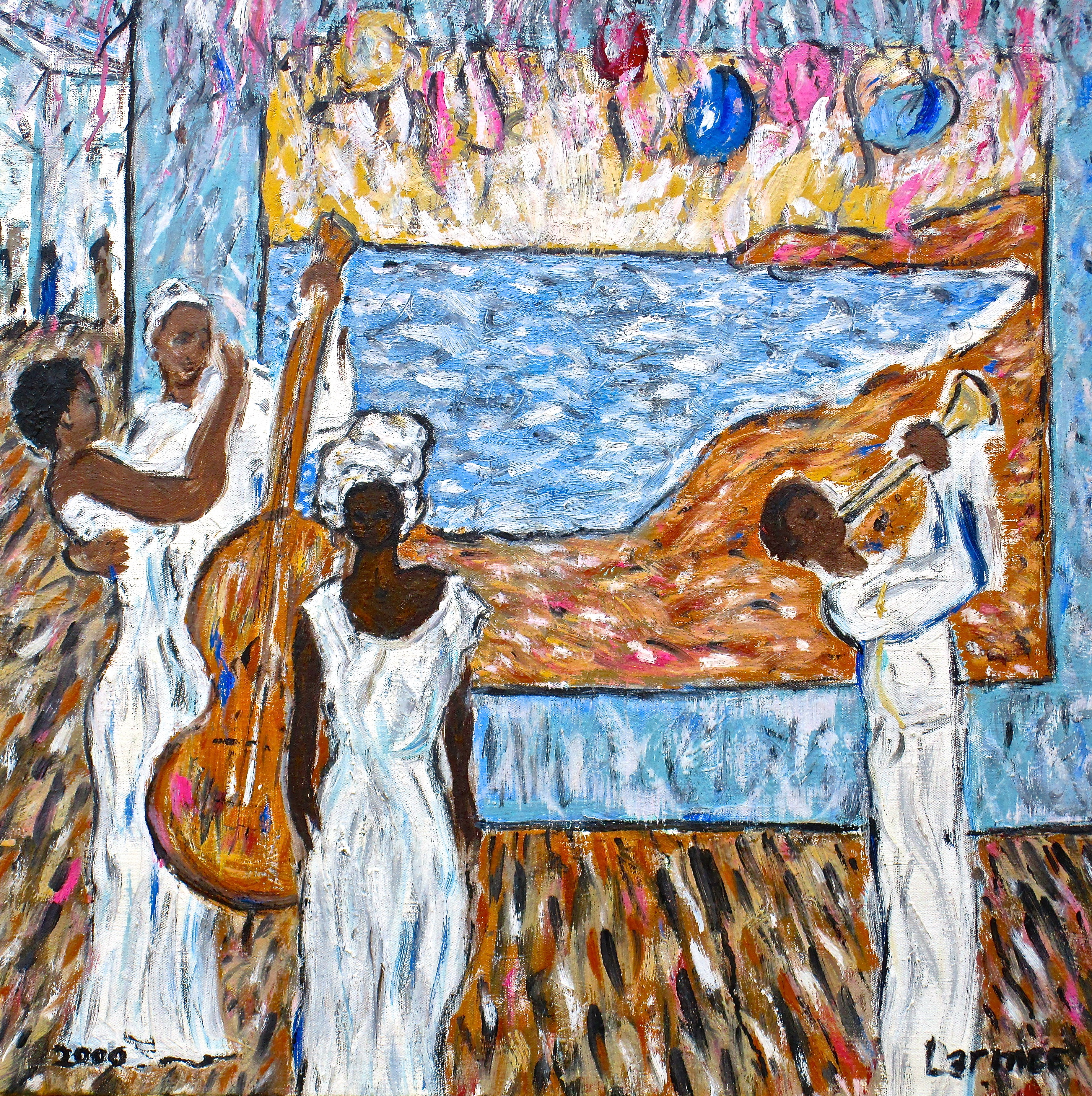
Gallery Jazz
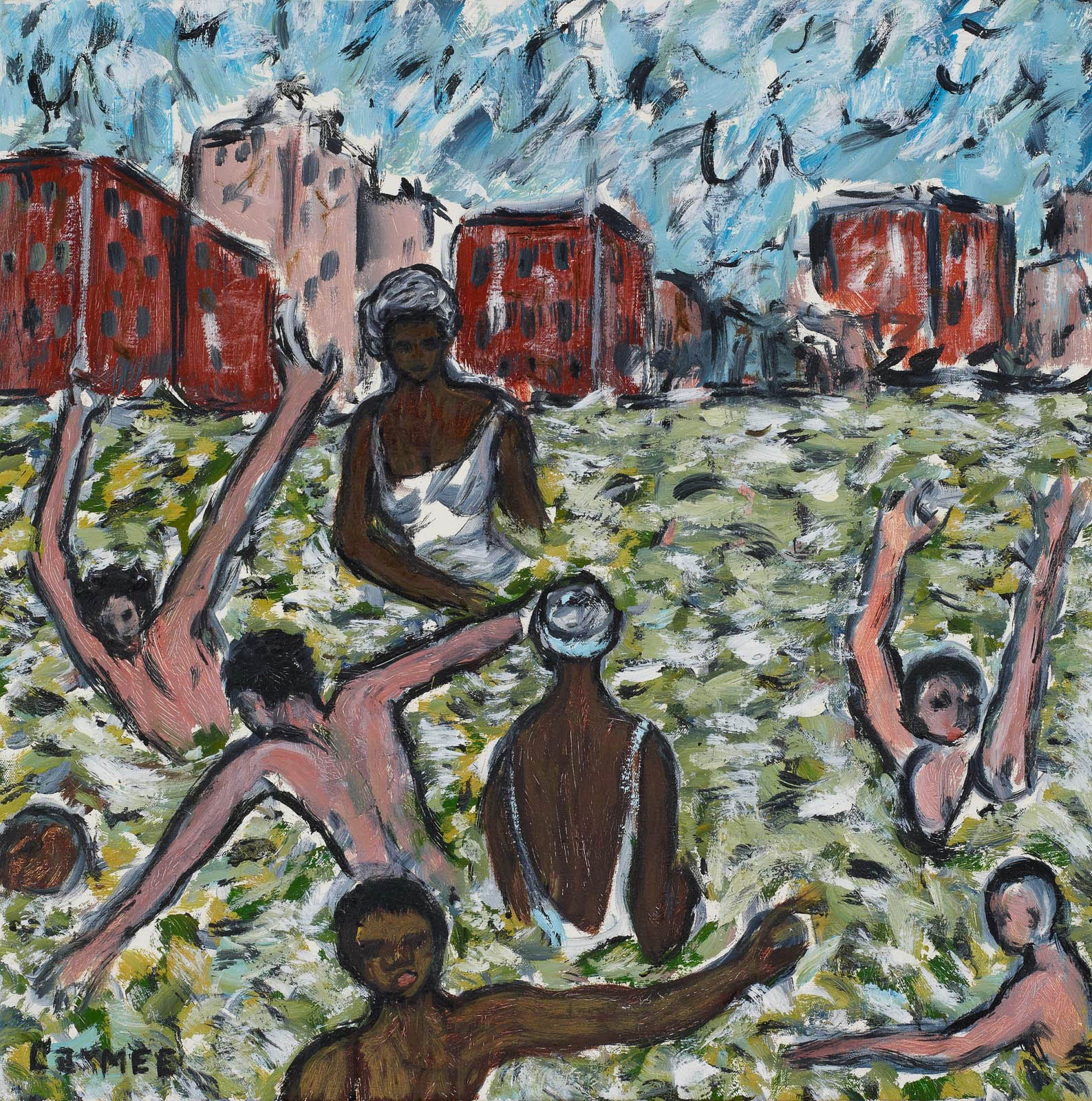
Chicago Beach
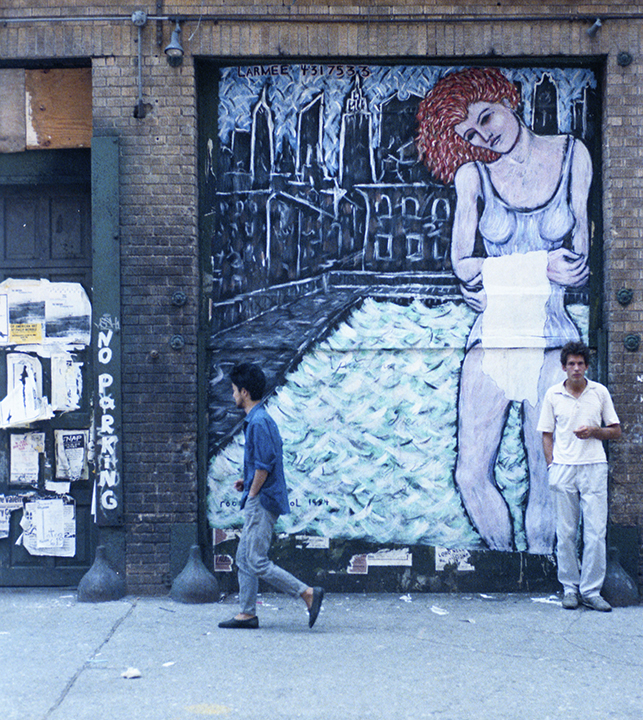
Kevin Larmee na tle własnego obrazu (1984), zdj. aut. Susan Isono
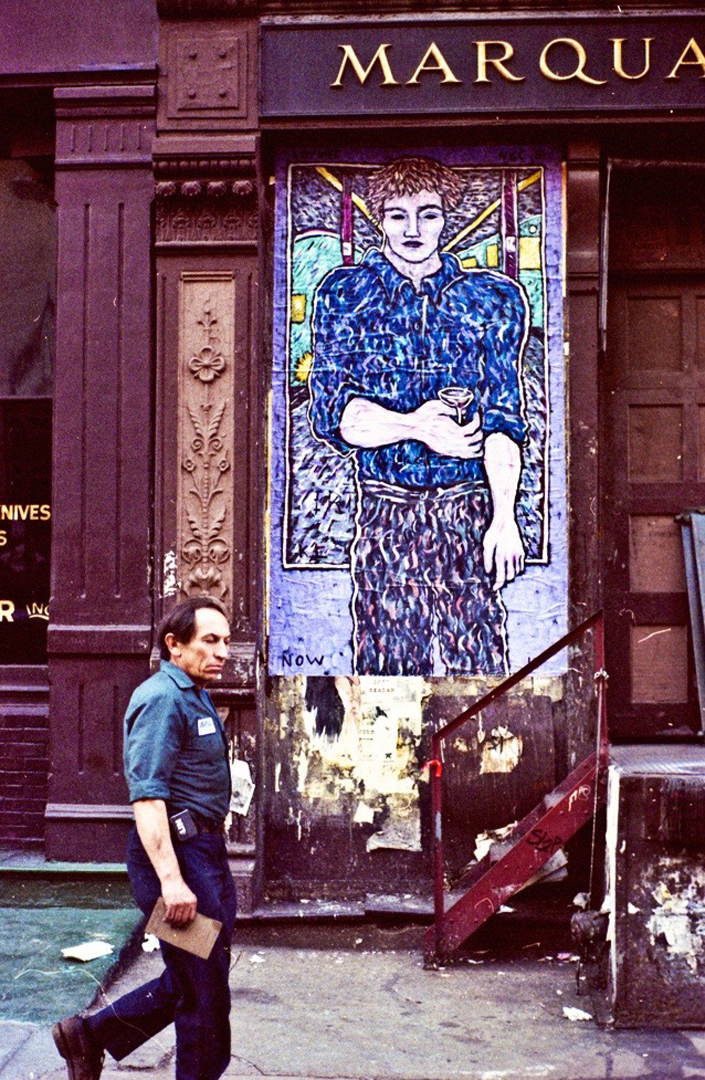
Obraz na murze w nowojorskiej dzielnicy SoHo (1985), zdj. aut. Susan Isono
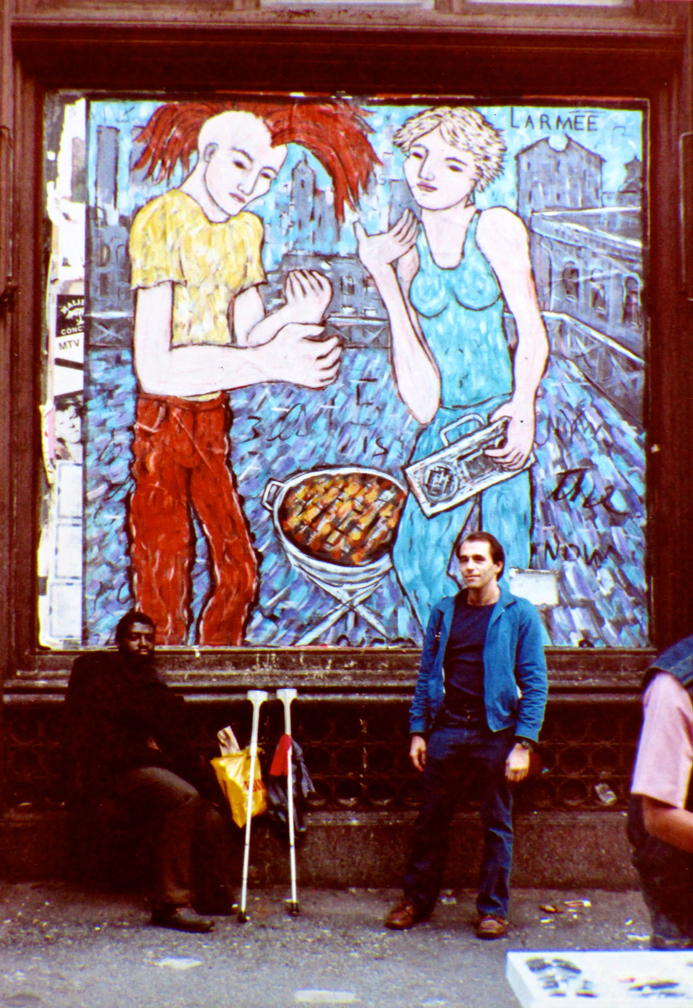
Obraz na Mercer Street w nowojorskiej dzielnicy SoHo (1985)